# Segantini Museum

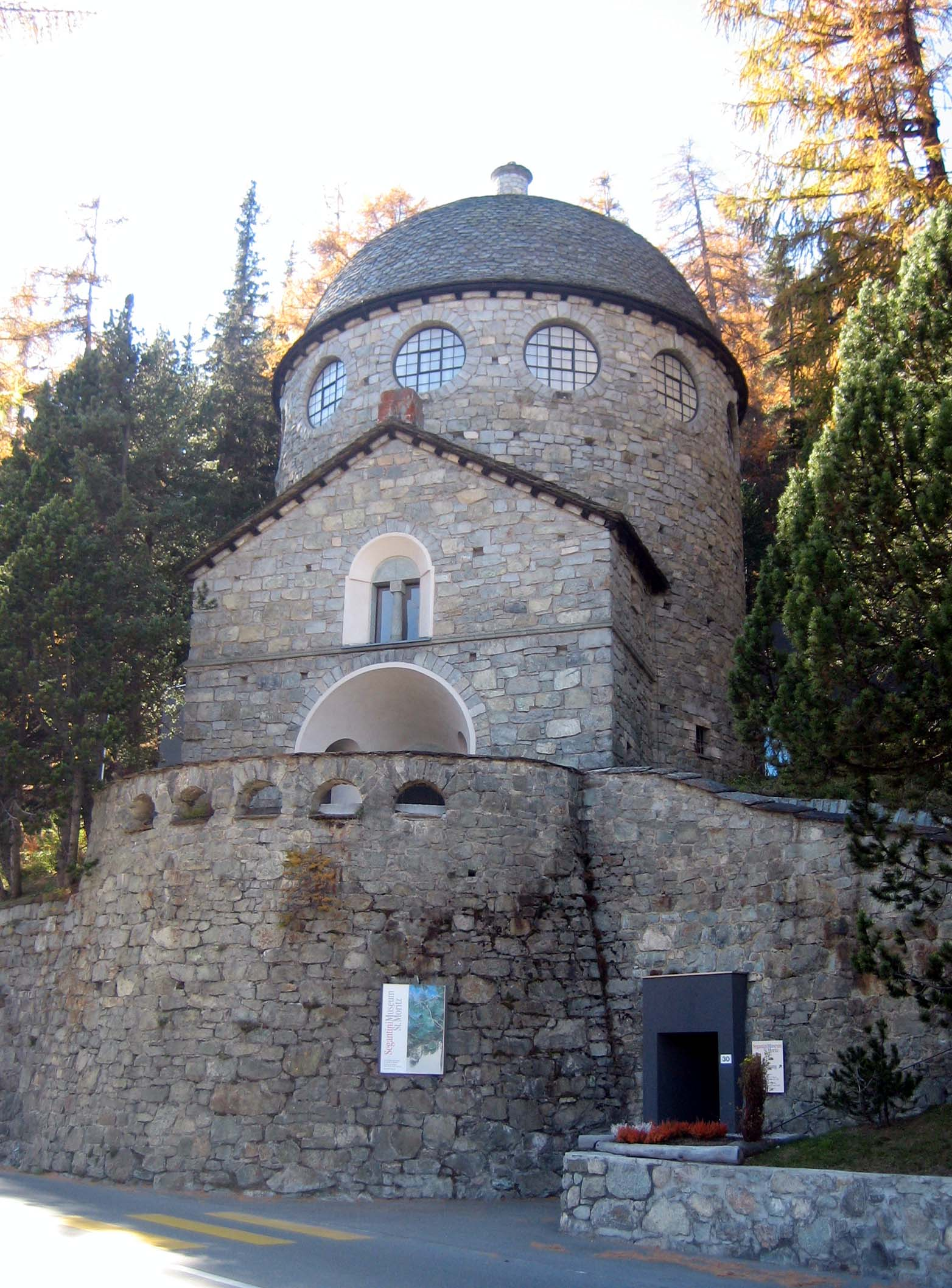
Segantini Museum

Das  Segantini Museum in St. Moritz zeigt Werke des Malers Giovanni Segantini. Es wurde im Sommer 1908 eröffnet und im September des gleichen Jahres fertiggestellt.
Erbaut wurde es nach Plänen des Architekten Nicolaus Hartmann (1880–1956) als eine Art begehbares Denkmal. Der Bau mit der mächtigen Kuppel orientiert sich an dem Pavillon, den Segantini für sein Engadinerpanorama an der Pariser Weltausstellung von 1900 geplant hatte.
Im Gegensatz zu Segantinis ursprünglichen Plänen verkleinerte Hartmann den Bau, fügte Geschosse ein und verwendete einheimische Bruchsteine anstelle einer Eisenkonstruktion.

## Werke
Das Museum zeigt neben Fotografien des Künstlers und seiner Familie rund fünfzig Werke aus allen Schaffensperioden Segantinis. Besonders bekannt sind die als Dauerleihgabe der Otto Fischbacher Giovanni Segantini Stiftung im Museum gezeigten Bilder Ave Maria bei der Überfahrt (2. Fassung 1886), Bündnerin am Brunnen (1887), Frühmesse (1885) und Mittag in den Alpen (1891)
| Bilder (Auswahl) | Bilder (Auswahl) | Bilder (Auswahl) | Bilder (Auswahl) |
| ---------------- | ---------------- | ---------------- | ---------------- |
|                  |                  |                  |                  |

Im grossen Kuppelsaal im Obergeschoss ist Segantinis Hauptwerk, das «Alpentriptychon»,  ausgestellt. Die Beleuchtung erfolgt über mehrere Oberlichter, die je nach Tageszeit und Lichteinfall die Farben des Werkes anders erscheinen lassen. Werden zeigt die abendliche Wiese bei Soglio, Sein die breite Aussicht vom Schafberg und Vergehen die Schneelandschaft von Maloja vor Sonnenaufgang. Das Mittelstück Sein mahnt an die geografische Verbindung zwischen Museum und der Sterbehütte Segantinis. Der Punkt „zwischen dem dunklen Berghorizont und dem St. Moritzer-See, wo die Linien des unendlichen Strahlenhimmels zusammentreffen würden, wurde das Segantini Museum gebaut.“ Ausgestellt ist zudem eine Büste Segantinis von Paolo Troubetzkoy.
| Das Alpentriptychon | Das Alpentriptychon | Das Alpentriptychon |
| ------------------- | ------------------- | ------------------- |
|                     |                     |                     |

## Geschichte
Im Jahre 1907 kehrte der Freund und Arzt Giovanni Segantinis, Dr. Oskar Bernhard, von einer Süditalienreise zurück und besuchte in Mailand Segantinis Kunsthändler Alberto Grubicy. Im Laufe ihres Gespräches entstand die Idee zur Gründung eines Museums in St. Moritz. Er unterbreitete das Projekt einem Kreis von Freunden, die sich zu einem „Comitatio per il Museo Segantini“ zusammenschlossen. Es wurden drei Richtlinien zum Bau des Museums festgelegt: Die Hauptachse des Museums sollte nach Osten zu Segantinis Sterbehütte auf dem Schafberg gerichtet werden; das Gebäude sollte sich malerisch in den Berghang einfügen und als Denkmal hervortreten; das Gebäude sollte an den von Segantini entworfenen Pavillon für die Pariser Weltausstellung 1900 anklingen.
Die Verhandlungen führten zu einem Vertrag zwischen dem Mailänder Kunsthändler Grubicy und der St. Moritzer Bank AG. Vereinbart wurde, dass die Bank einen Kredit von 300'000 Schweizer Franken gewährt. Als Garantie hinterlegte der Händler eine Anzahl Bilder und Zeichnungen Segantinis, die den Grundstock des Museums bilden sollten. Diese Anzahl von Werken wurde auf einen Wert von 750'000 Franken festgelegt und Grubicy verpflichtete sich, diese innerhalb von drei Jahren dem Museum zu überlassen.
Zum neunten Todestag Segantinis, am 28. September 1908, wurde das Museum eingeweiht und im Juni 1909 eröffnet und an die Gemeinde St. Moritz übergeben. Oskar Bernhard äusserte in seiner Ansprache, dass das Museum ohne eigene Bilder sei, denn diese waren Depositen der „Galleria Vittore ed Alberto Grubicy“, die von dieser laut Vertrag für drei Jahre dem Museum zur Verfügung gestellt werden. Falls die Mittel zum Ankauf der auf 750'000 Franken geschätzten Werke nicht aufgebracht würden, hätte die Galerie die Möglichkeit, die Bilder anderwärtig zu veräussern.

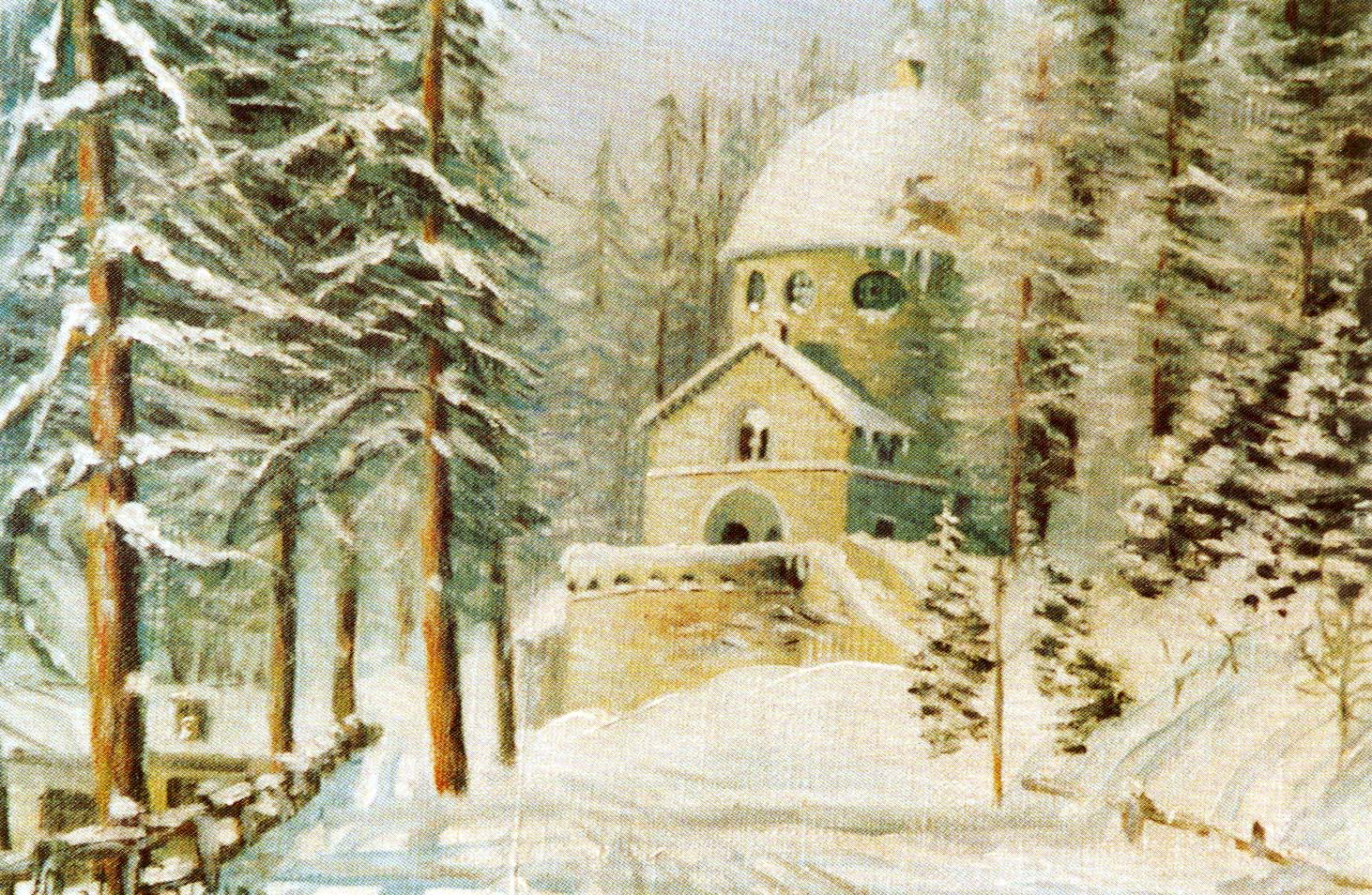
Segantini Museum um 1910,
Gemälde von U. dal Fabbro

Das „Comitatio per il Museo Segantini“ musste rasch handeln, wenn es die Weiterveräusserung der Werke verhindern wollte und wandte sich an den Bund und an die Gottfried Keller-Stiftung. Mit Grubicy wurde im Juli 1911 ein weiterer Vertrag geschlossen, wonach das Triptychon, ohne das Mittelstück Sein, für einen Wert von 475'000 Franken in den Besitz des Museums übergehen sollte. Das Mittelstück, welches im Jahre 1906 von Gubicy für 160'000 Lire an den Fürsten Wagram nach Paris verkauft worden war, konnte durch eine Einigung mit diesem wieder zusammengeführt werden.
Die Finanzierung erfolgte mit der Hilfe der „Gottfried-Keller-Stiftung“, die den Betrag von 250'000 Franken unter der Bedingung übernahm, dass das „Comitatio per il Museo Segantini“ einen Betrag von 225'000 Franken aufbringe, der aufgrund eines Abzahlungsplanes von der Eidgenössischen Finanzverwaltung dem Komitee vorgeschossen wurde.
Der Beginn des Ersten Weltkrieges verhinderte, dass das „Comitatio per il Museo Segantini“ seinen Verpflichtungen gegenüber der Finanzverwaltung nachkommen konnte. So konnte die letzte Rate erst 1928 beglichen werden anstatt wie vorgesehen 1923. Das Triptychon und die Sammlung waren nun endgültig im Besitz des Museums.

## Der Bau

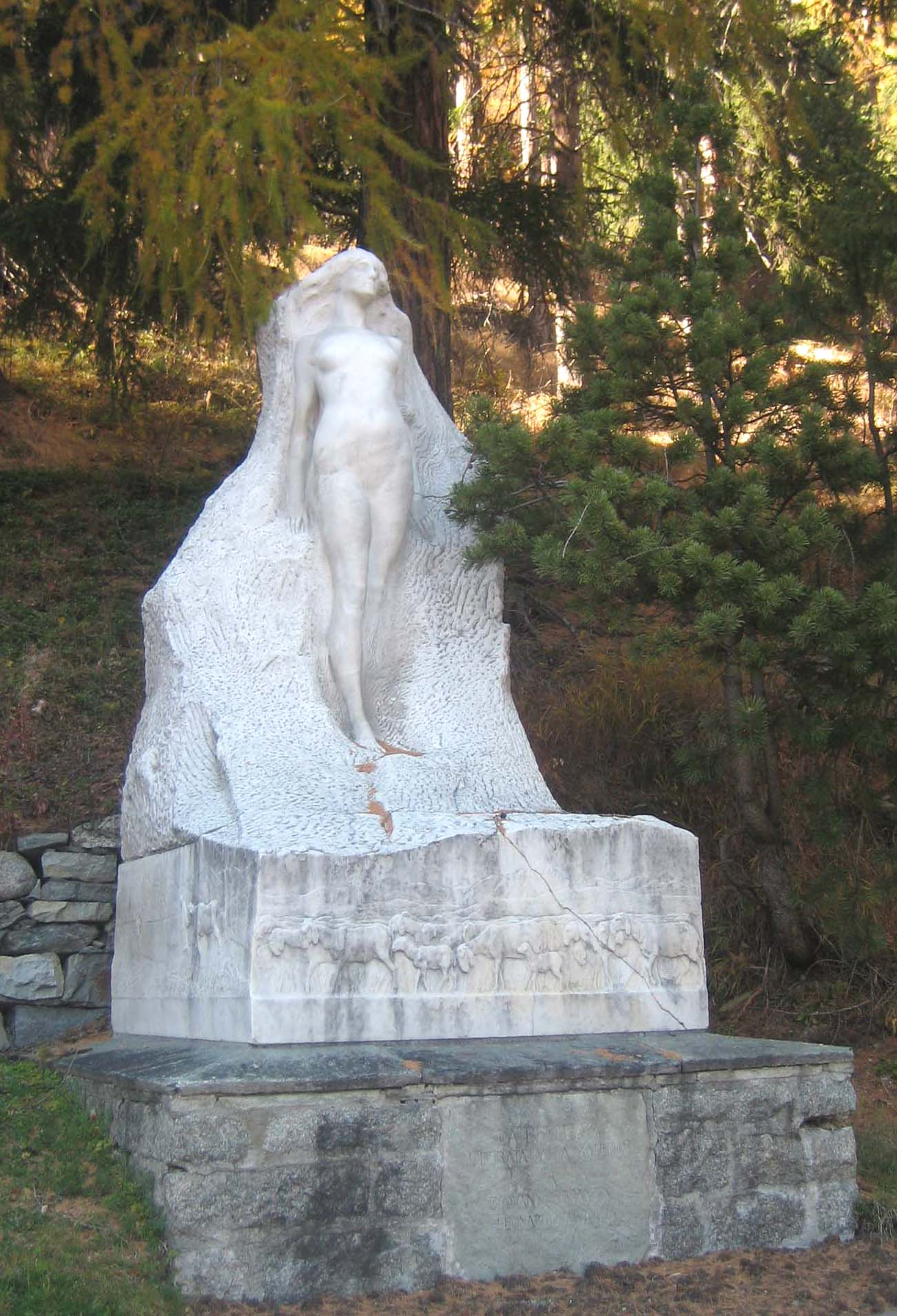
Skulptur von Leonardo Bistolfi

Das Museum gibt sich, dem alpinen Geschmack entsprechend, bescheiden und eher streng. Es hat einen Durchmesser von 12,5 m und wurde in den steilen Waldhang eingefügt. Die Mauern bestehen aus einheimischem Bruchstein, das Dach ist mit ortsüblichen Malenco-Steinplatten gedeckt. 1981 kam es zu einer ersten baulichen Veränderung, in dem, von der Vorderseite nicht sichtbar, auf der Rückseite des Museums ein Saal angebaut wurde, um die inzwischen stark angewachsene Sammlung gebührend präsentieren zu können.
Vor dem Museum steht eine Marmorskulptur des italienischen Bildhauers Leonardo Bistolfi. Sie wurde circa 1904 erschaffen und trägt die Inschrift: La bellezza liberata dalla materia – a Giovanni Segantini (Die Schönheit befreit von der Materie – für Giovanni Segantini). Ursprünglich war sie für Segantinis Grab in Maloja vorgesehen.